# 桂文喬
桂 文喬（かつら ぶんきょう）は、上方落語の名跡。当代は特に代数を名乗ってはいないが、過去には3代目までの存在が確認できる。
- 初代桂文喬 - 後∶2代目桂梅枝[1]
- 2代目桂文喬 - （生没年不詳）2代目桂梅枝門下[1][2]。俗に「左官の文喬」という[2]。本名、享年ともに不詳。
- 3代目桂文喬 - （生没年不詳）2代目桂梅枝門下[2]。初め梅高、後に3代目文喬を襲名[2]。本名、享年ともに不詳。

桂 文喬（かつら ぶんきょう、1950年8月7日 - ）は、神戸市長田区出身の上方落語の落語家。吉本興業所属。出囃子は『本調子・まつり』。本名∶中村 勝。

## 来歴・人物
長田小学校、飛松中学校、兵庫県立長田高等学校から大阪府立大学経済学部に進む。大学時代には落語研究会に所属し、教員免許を取得している。
もともと教員志望であったが、3代目桂小文枝（5代目桂文枝）の子息の家庭教師を入門前から務めていた。1973年2月、正式に入門。入門後も家庭教師は続けたという。
1976年にABC落語新人コンクールで優秀賞を受賞した。
『次の御用日』『悋気の独楽』『住吉駕籠』などの古典落語を演じるほか、2007年には新作落語『研修医・山田一郎』を創作した。
環境省から近畿地方の「3R推進マイスター」に任命され、講演活動もおこなった。